# Marcelo Nascimento da Costa
Marcelo Nascimento da Costa (Manacapuru, Brazil, 24. kolovoza 1984.), poznatiji kao Marcelinho, je brazilsko-bugarski nogometaš koji igra na poziciji polušpice. Trenutno je član bugarskog Ludogoreca iz Razgrada i bugarske nogometne reprezentacije. Bugarski nogometni izbornik je po prvi put pozvao Marcelinha u bugarsku reprezentaciju za prijateljske utakmice protiv Portugala i Makedonije u ožujku 2016. godine. Protiv Portugala je debitirao i ujedno zabio svoj prvi pogodak za Trikolore, koja je rezultirala u pobijedu Bugarske nad Portugalom.

## Karijera

### Klupska karijera
Marcelinho je počeo igrati nogomet u omladinskoj školi São Paula da bi na seniorskoj razini do 2008. promijenio nekoliko klubova iz savezne države São Paulo. Nakon toga, igrač odlazi u emiratski Al Nasr iz Dubaija gdje je proveo jednu sezonu.
Povratkom u Brazil, Marcelinho potpisuje za Mogi Mirim za koji je odigrao 13 prvenstvenih utakmica. U srpnju 2010. prelazi u Bragantino za koji je debitirao već 31. srpnja u utakmici protiv Ponte Preta u domaćem 2:0 porazu. Igrač je 19. ožujka 2011. u utakmici protiv Santosa zabio pobjednički pogodak za konačnih 2:1.
12. svibnja 2011. Marcelinho odlazi u bugarski Ludogorec Razgrad s kojim potpisuje trogodišnji ugovor te mu je tom prilikom dodijeljen dres s brojem 84. Za klub je debitirao 6. kolovoza 2011. u utakmici protiv Lokomotiv Plovdiva. Već nakon dva tjedna igrač zabija prva dva službena gola u visokoj 4:0 pobjedi protiv Vidime-Rakovski.
U svojoj prvoj sezoni za Ludogorec, Marcelinho je s klubom osvojio trostruku krunu - prvenstvo, kup i Superkup.

## Osvojeni trofeji

### Klupski trofeji
| Klub              | Trofej             | Godina / sezona |
| Bugarska          | Bugarska           | Bugarska        |
| ----------------- | ------------------ | --------------- |
| Ludogorec Razgrad | Bugarsko prvenstvo | 2011./12.       |
| Ludogorec Razgrad | Bugarski kup       | 2011./12.       |
| Ludogorec Razgrad | Bugarski Superkup  | 2012.           |

## Vanjske poveznice
- Profil igrača  Arhivirana inačica izvorne stranice od 14. ožujka 2012. (Wayback Machine)